# Berlandina propinqua
Berlandina propinqua är en spindelart som beskrevs av Roewer 1961. Berlandina propinqua ingår i släktet Berlandina och familjen plattbuksspindlar.
Artens utbredningsområde är Afghanistan. Inga underarter finns listade.